# Discografia de Pink Floyd
A discografia da banda inglesa Pink Floyd consiste de quinze álbuns de estúdio (sendo que um deles consiste de uma combinação entre gravações ao vivo e em estúdio), três álbuns ao vivo (não contando com o álbum supracitado), nove coletâneas, cinco boxes, um EP, vinte e seis singles, vinte e cinco videoclipes e oito vídeo-álbuns.
Formado em 1965, o Pink Floyd inicialmente ganhou reconhecimento pela sua música psicodélica e espacial e, posteriormente, progressiva. Em sua formação clássica, que se estendeu de 1968 a 1996, o Pink Floyd era composto por Roger Waters (baixo e vocais), David Gilmour (guitarra e vocais), Richard Wright (teclado) e Nick Mason (bateria); de 1965 a 1968, a banda foi liderada por Syd Barrett (guitarra e vocais), substituído por Gilmour no início de 1968. São conhecidos pelas suas letras filosóficas, pelas suas experimentações musicais, pelas inovativas capas de álbuns e concertos elaborados. Um dos grupos de rock mais bem-sucedidos da história, a banda já vendeu mais de 250 milhões de álbuns ao redor do mundo, incluindo 74.5 milhões somente nos Estados Unidos.
Sob a liderança de Barrett nos anos 60, o Pink Floyd, enquanto uma banda de rock psicodélico, teve um sucesso moderado no mainstream; todavia, era uma das bandas mais populares do cenário underground de Londres. No começo de 1967, a banda assinou um contrato com a EMI, lançando dois bem-sucedidos singles, "Arnold Layne" e "See Emily Play", que atingiram, respectivamente, a vigésima e a sexta posição da parada britânica. Ainda naquele ano, eles lançariam seu primeiro álbum, The Piper at the Gates of Dawn, considerado um dos principais álbuns da música psicodélica britânica, juntamente com Sgt. Pepper's Lonely Hearts Club Band, dos Beatles, lançado no mesmo ano. Todavia, o comportamento instável de Barrett fez com que, em 1968, a banda o substituísse por Gilmour. O Pink Floyd lançou, em 1968, A Saucerful of Secrets, o último álbum com Barrett e o primeiro com Gilmour, que atingiu a nona posição da parada britânica, e, em 1969, Ummagumma, um álbum duplo, com o primeiro disco contendo músicas gravadas ao vivo, e o segundo, músicas gravadas em estúdio. No início dos anos 70, quando o som do grupo passou por uma transição do rock psicodélico para o rock progressivo, Roger Waters tornou-se a força dominante do Pink Floyd, até sua saída, em 1985.
O Pink Floyd lançou inúmeros álbuns, atingindo sucesso internacional com Dark Side of the Moon (1973), Wish You Were Here (1975), Animals (1977) e The Wall (1979); todos, com exceção de Animals, atingiram a primeira posição da parada musical norte-americana. Dark Side of the Moon é um dos álbuns mais vendidos do mundo, além de ocupar a segunda posição da lista de 200 álbuns definitivos no Rock and Roll Hall of Fame; The Wall, por sua vez, é considerado um dos álbuns de múltiplos discos mais vendido nos Estados Unidos, ocupando a 25ª posição da lista supracitada. Em 1985, Waters declarou que o Pink Floyd era uma "força esgotada", mas os membros remanescentes, liderados por Gilmour, continuaram a gravar e se apresentar sob o nome de Pink Floyd, embora Waters tenha os processado pelo uso do nome. Na sequência da decisão judicial, a banda desfrutou, novamente, de sucesso internacional, com os álbuns A Momentary Lapse of Reason (1987) e The Division Bell (1994).

## Álbuns

### Álbuns de estúdio
| 1967                                                 | The Piper at the Gates of Dawn - Lançado: 4 de agosto de 1967 - Selo: Columbia, Tower, Capitol - Formato: LP Mono, LP Estéreo, fita cassete, 8-track, CD                                                    | 6 | —  | — | 15 | 46 | 10 | — | 43 | 87 | 131 |                                                                                   |
| 1968                                                 | A Saucerful of Secrets - Lançado: 28 de junho de 1968 - Selo: Columbia (EMI), Tower, Capitol - Formato: LP Mono, LP Estéreo, fita cassete, 8-track, CD                                                      | 9 | —  | — | 10 | —  | —  | — | —  | —  | —   |                                                                                   |
| 1969                                                 | More - Lançado: 13 de junho de 1969 - Selo: Columbia, Tower, EMI, Harvest, Capitol - Formato: LP, fita cassete, 8-track, CD                                                                                 | 9 | —  | — | 2  | —  | —  | — | —  | —  | 153 | - Ouro                                                                            |
| 1969                                                 | Ummagumma (Ao vivo + Estúdio) - Lançado: 7 de novembro de 1969 - Selo: Harvest, EMI, Capitol - Formato: LP, fita cassete, 8-track, CD                                                                       | 5 | —  | — | 10 | 11 | —  | — | —  | —  | 74  | - Ouro - Platina                                                                  |
| 1970                                                 | Atom Heart Mother - Lançado: 2 de outubro de 1970 - Selo: Harvest, EMI, Capitol - Formato: LP Estéreo, LP Quadrifônico, fita cassete, 8-track, 8-track Quadrifônico, CD                                     | 1 | 30 | — | 11 | 12 | 13 | — | —  | —  | 55  | - Ouro - Ouro - Ouro - Ouro                                                       |
| 1971                                                 | Meddle - Lançado: 5 de novembro de 1971 - Selo: Harvest, EMI, Capitol - Formato: LP, fita cassete, 8-track, CD                                                                                              | 3 | 24 | — | 7  | 5  | —  | — | —  | —  | 70  | - 3× Platina - 2× Ouro - Ouro                                                     |
| 1972                                                 | Obscured by Clouds - Lançado: 2 de junho de 1972 - Selo: Harvest, EMI, Capitol - Formato: LP, fita cassete, 8-track, CD                                                                                     | 6 | 44 | — | 1  | 4  | —  | — | —  | —  | 46  | - Ouro - 2× Ouro - Prata                                                          |
| 1973                                                 | The Dark Side of the Moon - Lançado: 01 de março de 1973 - Selo: Harvest, EMI, Capitol - Formato: LP Estéreo, LP Quadrifônico, fita cassete, 8-track, 8-track quadrifônico, CD, SACD Híbrido de Multicanais | 2 | 2  | 1 | 1  | 4  | 2  | 1 | 16 | 47 | 1   | - 15× Platina - 9× Platina - Platina - 2× Platina - 2× Diamante - Ouro            |
| 1975                                                 | Wish You Were Here - Lançado: 12 de setembro de 1975 - Selo: Harvest, EMI, Columbia/Sony, Capitol - Formato: LP Estéreo, LP Quadrifônico, fita cassete, 8-track, 8-track quadrifônico, Mini-Disc, CD        | 1 | 1  | 2 | 1  | 2  | 2  | 1 | 14 | 70 | 1   | - 6× Platina - Ouro - Diamante - Platina - 3× Platina - 2× Platina                |
| 1977                                                 | Animals - Lançado: 21 de janeiro de 1977 - Selo: Harvest, EMI, Columbia/CBS, Capitol - Formato: LP, fita cassete, 8-track, Mini-Disc, CD                                                                    | 2 | 2  | 2 | 1  | 1  | 2  | 1 | 3  | —  | 3   | - 4× Platina - Prata - Platina - Platina - 2× Platina - Ouro                      |
| 1979                                                 | The Wall - Lançado: 30 de novembro de 1979 - Selo: Harvest, EMI, Columbia/CBS, Capitol - Formato: LP, fita cassete, 8-track (em todos os territórios fora da Europa), Mini-Disc, CD                         | 3 | 1  | 1 | 1  | 1  | 1  | 1 | 1  | 29 | 1   | - 23× Platina - Platina - Diamante - 4× Platina - 2× Diamante                     |
| 1983                                                 | The Final Cut - Lançado: 21 de março de 1983 - Selo: Harvest, EMI, Columbia/CBS, Capitol - Formato: LP, fita cassete, Mini-Disc, CD                                                                         | 1 | 3  | 3 | 1  | 3  | 1  | 1 | 1  | —  | 6   | - 2× Platina - Prata - Ouro - Ouro - Ouro                                         |
| 1987                                                 | A Momentary Lapse of Reason - Lançado: 7 de setembro de 1987 - Selo: EMI, Columbia - Formato: LP, fita cassete, Mini-Disc, CD                                                                               | 3 | 2  | 3 | 4  | 4  | 2  | 1 | 3  | 2  | 3   | - 4× Platina - Ouro - Platina - Ouro - 3× Platina - Ouro                          |
| 1994                                                 | The Division Bell - Lançado: 28 de março de 1994 - Selo: EMI, Columbia - Formato: LP, fita cassete, Mini-Disc, CD                                                                                           | 1 | 1  | 1 | 1  | 1  | 1  | 1 | 1  | 1  | 1   | - 3× Platina - 2× Platina - 2× Platina - Platina - 4× Platina - Platina - Platina |
| 2014                                                 | The Endless River - Lançado: 7 de novembro de 2014 - Selo: Parlophone, Columbia - Formato:CD, download digital, LP                                                                                          |   |    |   |    |    |    |   |    |    |     |                                                                                   |
| "—" denota lançamentos que não entraram nas paradas. | |   |    |   |    |    |    |   |    |    |     |                                                                                   |

### Álbuns ao vivo
| 1969                                                 | Ummagumma (Ver Álbuns de Estúdio)                                                                                                  |    |   |    |    |   |   |   |    |   |    |                                                                |
| 1988                                                 | Delicate Sound of Thunder - Lançado: 22 de novembro de 1988 - Selo: EMI, Columbia - Formato: LP, fita cassete, CD (todos duplos)   | 11 | 4 | 15 | 10 | 6 | 2 | 4 | 14 | 4 | 11 | - 3× Platina - Ouro - 2× Ouro - Ouro - 2× Platina - Ouro       |
| 1995                                                 | Pulse - Lançado: 5 de junho de 1995 - Selo: EMI, Columbia - Formato: LP, fita cassete, CD                                          | 1  | 1 | 1  | 3  | 1 | 1 | 1 | 2  | 1 | 1  | - 2× Platina - Ouro - Platina - Platina - 3× Platina - Platina |
| 2000                                                 | Is There Anybody Out There? The Wall Live 1980-81 - Lançado: 27 de março de 2000 - Selo: EMI, Columbia - Formato: Fita cassete, CD | 15 | — | 3  | 8  | 4 | 2 | 4 | 50 | 3 | 19 | - Platina - Prata                                              |
| "—" denota lançamentos que não entraram nas paradas. | |    |   |    |    |   |   |   |    |   |    |                                                                |

### Coletâneas
| 1970                                                 | The Best of the Pink Floyd - Lançado: 1970 - Selo: Columbia - Relançado como: Masters of Rock (1974) - Formato: LP                          | —  | —  | — | —  | — | — | — | —   |                                                                       |
| 1971                                                 | Relics - Lançado: 14 de maio de 1971 - Selo: EMI - Formato: LP, fita cassete, CD                                                            | 32 | 29 | — | 23 | — | — | — | 152 |                                                                       |
| 1973                                                 | A Nice Pair - Lançado: 18 de janeiro de 1974 - Selo: EMI - Formato: LP, fita cassete, 8-track                                               | 21 | —  | — | —  | 8 | — | — | 36  | EUA: Ouro RU: Ouro FRA: Ouro                                          |
| 1974                                                 | Masters of Rock - Lançado: 1974 - Selo: EMI - Formato: LP, fita cassete, CD                                                                 | —  | —  | — | 4  | — | — | — | —   | FRA: Ouro                                                             |
| 1981                                                 | A Collection of Great Dance Songs - Lançado: 23 de novembro de 1981 - Selo: EMI (Europa), Columbia - Formato: LP, fita cassete, 8-track, CD | 37 | —  | — | 38 | 5 | 5 | — | 31  | EUA: 2× Platina RU: Ouro                                              |
| 1983                                                 | Works - Lançado: 18 de junho de 1983 - Selo: EMI, Capitol (EUA e Canadá) - Formato: LP, fita cassete, CD                                    | —  | 64 | — | —  | — | — | — | 68  |                                                                       |
| 1997                                                 | 1967: The First Three Singles - Lançado: 4 de agosto de 1997 - Selo: EMI - Formato: LP, fita cassete, CD                                    | —  | —  | — | —  | — | — | — | —   |                                                                       |
| 2001                                                 | Echoes: The Best of Pink Floyd - Lançado: 5 de novembro de 2001 - Selo: EMI - Formato: LP, fita cassete, CD                                 | 2  | 4  | 2 | 2  | 2 | 1 | 3 | 1   | EUA: 4× Platina RU: 2× Platina FRA: Platina ALE: Ouro CAN: 6× Platina |
| "—" denota lançamentos que não entraram nas paradas. | |    |    |   |    |   |   |   |     |                                                                       |

## Vídeos

### Vídeos de concertos
| Ano  | Detalhes                                                                                      | Certificações nos E.U.A.                                                                                    |
| ---- | --------------------------------------------------------------------------------------------- | --- |
| 1972 | Live at Pompeii - Lançado: Setembro de 1972 - Selo: Universal Home Video - Formato: VHS       | EUA: 2× Platina                                                                                             |
| 1989 | Delicate Sound of Thunder - Lançado: 13 de junho de 1989 - Selo: CBS Music Video Enterpreises | EUA: 2× Platina RU: Prata CAN: 2× Platina                                                                   |
| 1992 | La Carrera Panamericana - Lançado: 2 de junho de 1992 - Selo: SMV                             | — |
| 1995 | Pulse - Lançado: Junho de 1995 (VHS); Julho de 2006 (DVD) - Selo: EMI, SMV                    | EUA: 8× Platina RU: 5× Platina CAN: 2× Platina AUS: 10× Platina BRA: Diamante FRA: Diamante ALE: 7× Platina |
| 1995 | London '66-'67 - Lançado: 19 de setembro de 1995 - Selo: See for Miles                        | — |

### Filmes e documentários
| Ano  | Detalhes                                                                                            | Certificações nos E.U.A. |
| ---- | --------------------------------------------------------------------------------------------------- | ------------------------ |
| 1982 | Pink Floyd The Wall - Lançado: 14 de Julho de 1982 - Selo: SMV                                      | —                        |
| 1995 | London '66-'67 - Lançado: 19 de setembro de 1995 - Selo: See for Miles                              | —                        |
| 2001 | The Pink Floyd and Syd Barrett Story - Lançado: 24 de novembro de 2001 - Selo: Universal Home Video | —                        |
| 2003 | The Making of The Dark Side of the Moon - Lançado: 26 de agosto de 2003 - Selo: Eagle Vision        | —                        |

## Singles
| Ano                                                  | Single                              | Single | Melhores posições | Melhores posições | Melhores posições | Álbum                                             | Álbum                                             |
| Ano                                                  | Single                              | Single | RU                | EUA               | EUA Hot           | Álbum                                             | Álbum                                             |
| Ano                                                  | Lado A                              | Lado B | RU                | EUA               | EUA Hot           | Álbum                                             | Álbum                                             |
| ---------------------------------------------------- | ----------------------------------- | --- | ----------------- | ----------------- | ----------------- | ------------------------------------------------- | ------------------------------------------------- |
| 1967                                                 | Arnold Layne                        | Candy and a Currant Bun                                                                                         | 20                | —                 | —                 | Não incluído em álbuns                            | Não incluído em álbuns                            |
| 1967                                                 | See Emily Play                      | The Scarecrow                                                                                                   | 6                 | 134               | —                 | Não incluído em álbuns                            | Não incluído em álbuns                            |
| 1967                                                 | Flaming                             | The Gnome | —                 | —                 | —                 | The Piper at the Gates of Dawn                    | The Piper at the Gates of Dawn                    |
| 1967                                                 | Apples and Oranges                  | Paint Box | —                 | —                 | —                 | Não incluído em álbuns                            | Não incluído em álbuns                            |
| 1968                                                 | It Would Be So Nice                 | Julia Dream | —                 | —                 | —                 | Não incluído em álbuns                            | Não incluído em álbuns                            |
| 1968                                                 | Let There Be More Light             | Remember a Day                                                                                                  | —                 | —                 | —                 | A Saucerful of Secrets                            | A Saucerful of Secrets                            |
| 1968                                                 | Point Me at the Sky                 | Careful with That Axe, Eugene                                                                                   | —                 | —                 | —                 | Não incluído em álbuns                            | Não incluído em álbuns                            |
| 1969                                                 | The Nile Song                       | Ibiza Bar (França e nova Zelândia) Main Theme (Japão)                                                           | —                 | —                 | —                 | More                                              | More                                              |
| 1971                                                 | One of These Days                   | Fearless | —                 | —                 | —                 | Meddle                                            | Meddle                                            |
| 1972                                                 | Free Four                           | Stay The Gold It's in the...                                                                                    | —                 | —                 | —                 | Obscured by Clouds                                | Obscured by Clouds                                |
| 1973                                                 | Money                               | Any Colour You Like                                                                                             | —                 | 13                | —                 | The Dark Side of the Moon                         | The Dark Side of the Moon                         |
| 1974                                                 | Us and Them                         | Time | —                 | 101               | —                 | The Dark Side of the Moon                         | The Dark Side of the Moon                         |
| 1975                                                 | Have a Cigar (com. Roy Harper)      | Welcome To The Machine (Reino Unido) Shine On You Crazy Diamond (Part I) (Itália e França)                      | —                 | —                 | —                 | Wish You Were Here                                | Wish You Were Here                                |
| 1979                                                 | Another Brick in the Wall (Part II) | One Of My Turns                                                                                                 | 1                 | 1                 | —                 | The Wall                                          | The Wall                                          |
| 1980                                                 | Run Like Hell                       | Don't Leave Me Now (Holanda, Suécia e alguns lançamentos nos EUA) Confortably Numb (Alguns lançamentos nos EUA) | —                 | 53                | —                 | The Wall                                          | The Wall                                          |
| 1980                                                 | Comfortably Numb                    | Hey You | —                 | —                 | —                 | The Wall                                          | The Wall                                          |
| 1982                                                 | When the Tigers Broke Free          | Bring the Boys Back Home                                                                                        | 39                | —                 | —                 | The Final Cut                                     | The Wall                                          |
| 1982                                                 | Money                               | Any Colour You Like                                                                                             | —                 | —                 | 37                | A Collection of Great Dance Songs                 | A Collection of Great Dance Songs                 |
| 1983                                                 | Not Now John                        | The Hero's Return                                                                                               | 30                | —                 | 7                 | The Final Cut                                     | The Final Cut                                     |
| 1987                                                 | Learning to Fly                     | Terminal Frost                                                                                                  | —                 | 70                | 1                 | A Momentary Lapse of Reason                       | A Momentary Lapse of Reason                       |
| 1987                                                 | On the Turning Away                 | Run Like Hell (Versão ao vivo)                                                                                  | 55                | —                 | 1                 | A Momentary Lapse of Reason                       | A Momentary Lapse of Reason                       |
| 1987                                                 | One Slip                            | Terminal Frost The Dogs Of War (Ao vivo)                                                                        | 50                | —                 | 5                 | A Momentary Lapse of Reason                       | A Momentary Lapse of Reason                       |
| 1994                                                 | Take It Back                        | Astronomy Domine (Ao vivo)                                                                                      | 23                | 73                | 4                 | The Division Bell                                 | The Division Bell                                 |
| 1994                                                 | High Hopes/Keep Talking             | Marooned One Of These Days (Ao vivo)                                                                            | 26                | —                 | 7                 | The Division Bell                                 | The Division Bell                                 |
| 1995                                                 | Wish You Were Here (Ao vivo)        | Coming Back To Life (Ao vivo) Keep Talking (Ao vivo)                                                            | —                 | —                 | 13                | Pulse                                             | Pulse                                             |
| 2000                                                 | Young Lust                          | Young Lust | —                 | —                 | 15                | Is There Anybody Out There? The Wall Live 1980-81 | Is There Anybody Out There? The Wall Live 1980-81 |
| 2014                                                 | Louder than Words                   | Louder than Words                                                                                               | —                 | —                 | —                 | The Endless River                                 | The Endless River                                 |
| "—" denota lançamentos que não entraram nas paradas. |                                     | |                   |                   |                   |                                                   |                                                   |

## Boxes
| 1992                                                 | Shine On - Lançado: 2 de novembro de 1992 - Selo: EMI (Europa), Columbia - Formato: CD | — | — | EUA: Platina CAN: Platina | Composto por nove discos, contém oito álbuns: A Saucerful of Secrets, Meddle, The Dark Side of the Moon, Wish You Were Here, Animals, The Wall (duplo), A Momentary Lapse of Reason e The Early Singles (disco bônus, não disponível em qualquer outro lugar). Todos os álbuns foram remasterizados digitalmente. |
| 2007                                                 | Oh, by the Way - Lançado: 10 de dezembro de 2007 - Selo: EMI - Formato: CD             | — | — |                           | Contém todos os quatorze álbuns do grupo, lançados como pequenas réplicas de vinil, além de um pôster especial feito por Storm Thorgerson, com 40 imagens da banda. |
| "—" denota lançamentos que não entraram nas paradas. |                                                                                        |   |   |                           | |

## EPs
| Ano  | Detalhes                                                                                           | Informações adicionais |
| ---- | -------------------------------------------------------------------------------------------------- | --- |
| 1995 | London '66-'67 - Lançado: 19 de setembro de 1995 - Selo: See for Miles - Formato: LP, cassette, CD | Contém apenas duas músicas: "Interstellar Overdrive" (16:46) e "Nick's Boogie" (11:50), gravadas em sessões realizadas em 11 e 12 de janeiro de 1967, no Sound Techniques, em Londres. |

## Videoclipes
| Ano  | Detalhes                            | Álbum                          | Diretor          |
| ---- | ----------------------------------- | ------------------------------ | ---------------- |
| 1967 | Interstellar overdrive              | The Piper At The Gates Of Dawn | Peter Whitehead  |
| 1967 | Arnold Layne                        | -                              | Derek Nice       |
| 1967 | The Scarecrow                       | The Piper At The Gates Of Dawn | Desconhecido     |
| 1968 | Astronomy Domine                    | The Piper At The Gates Of Dawn | Desconhecido     |
| 1968 | See Emily Play                      | -                              | Desconhecido     |
| 1968 | Arnold Layne                        | -                              | Desconhecido     |
| 1968 | The Scarecrow                       | The Piper At The Gates Of Dawn | Desconhecido     |
| 1968 | Apples and Oranges                  | -                              | Desconhecido     |
| 1968 | Paint Box                           | -                              | Desconhecido     |
| 1968 | Corporal Clegg                      | A Saucerful Of Secrets         | Desconhecido     |
| 1971 | One of These Days                   | Meddle                         | Desconhecido     |
| 1973 | Money                               | The Dark Side Of The Moon      | Wayne            |
| 1975 | Welcome to the Machine              | Wish You Were Here             | Gerald Scarfe    |
| 1979 | Another Brick in the Wall (Part II) | The Wall                       | Gerald Scarfe    |
| 1980 | What Shall We Do Now?               | The Wall                       | Gerald Scarfe    |
| 1980 | Waiting for the Worms               | The Wall                       | Gerald Scarfe    |
| 1980 | The Trial                           | The Wall                       | Gerald Scarfe    |
| 1983 | The Gunner's Dream                  | The Final Cut                  | Willie Christie  |
| 1983 | The Final Cut                       | The Final Cut                  | Willie Christie  |
| 1983 | Not Now John                        | The Final Cut                  | Willie Christie  |
| 1983 | The Fletcher Memorial Home          | The Final Cut                  | Willie Christie  |
| 1987 | Learning to Fly                     | A Momentary Lapse Of Reason    | Storm Thorgerson |
| 1987 | On the Turning Away                 | A Momentary Lapse Of Reason    | Storm Thorgerson |
| 1987 | The Dogs of War                     | A Momentary Lapse Of Reason    | Storm Thorgerson |
| 1988 | One Slip                            | A Momentary Lapse Of Reason    | Lawrence Jordan  |
| 1988 | Comfortably Numb                    | Delicate Sound Of Thunder      |                  |
| 1989 | One Of These Days                   | Delicate Sound Of Thunder      |                  |
| 1994 | Take It Back                        | The Division Bell              |                  |
| 1994 | High Hopes                          | The Division Bell              | Storm Thorgerson |
| 2014 | Marooned                            | The Division Bell              | Aubrey Powell    |
| 2014 | Louder Than Words                   | The Endless River              | Aubrey Powell    |
| 2014 | Surfacing                           | The Endless River              | Aubrey Powell    |
| 2016 | Childhood's End (2016 Remix)        | Obscured By Clouds             | Aubrey Powell    |
| 2016 | Grantchester Meadows (BBC Session)  | Ummagumma                      | Aubrey Powell    |
| 2016 | Green Is The Colour (BBC Session)   | Music From The Film More       | Aubrey Powell    |
| 2016 | Nothing Part 14                     | Meddle                         | Aubrey Powell    |